# 云南兔耳草
云南兔耳草（学名：Lagotis yunnanensis）为玄参科兔耳草属下的一个种。种加词 yunnanensis 意为“云南的”。